# Distretto di Culfa
Il distretto di Culfa (in azero: Culfa rayon) è un distretto dell'Azerbaigian. Il distretto, che fa parte della Repubblica Autonoma di Naxçıvan, ha come capoluogo la città di Culfa.